# ۳ مرد بد
۳ مرد بد (انگلیسی: 3 Bad Men) فیلمی در ژانر وسترن به کارگردانی جان فورد است که در سال ۱۹۲۶ منتشر شد.

## بازیگران
- جورج اوبرایان
- آلیو بردن
- لو تلخن
- جی. فارل مک‌دانلد
- وستر پگ
- الک بی. فرانسیس
- جورج ایروینگ
- اوتیس هارلن
- باد آزبورن
- فرانک کامپائو